# Kanton Hœnheim
Kanton Hœnheim (fr. Canton de Hœnheim) je francouzský kanton v departementu Bas-Rhin v regionu Grand Est. Tvoří ho 10 obcí. Zřízen byl v roce 2015.

## Obce kantonu
- Eckbolsheim
- Hœnheim
- Lampertheim
- Mittelhausbergen
- Mundolsheim
- Niederhausbergen
- Oberhausbergen
- Reichstett
- Souffelweyersheim
- Wolfisheim